# Ligue africaine de football 2023
 (septembre 2023).
Si vous disposez d'ouvrages ou d'articles de référence ou si vous connaissez des sites web de qualité traitant du thème abordé ici, merci de compléter l'article en donnant les références utiles à sa vérifiabilité et en les liant à la section « Notes et références ».
La Ligue africaine de football 2023 est la première édition du tournoi de football des clubs en Afrique, la Ligue africaine de football, organisée par la Confédération africaine de football (CAF).

## Calendrier
Le calendrier est le suivant.
| Tour             | Tirage au sort   | Match aller        | Match retour       |
| ---------------- | ---------------- | ------------------ | ------------------ |
| Quarts de finale | 2 septembre 2023 | 20-22 octobre 2023 | 24-25 octobre 2023 |
| Demi-finale      | 2 septembre 2023 | 29 octobre 2023    | 1er novembre 2023  |
| Finale           | 2 septembre 2023 | 5 novembre 2023    | 11 novembre 2023   |

## Équipes
La Ligue africaine de football implique 8 équipes en fonction de leur performance sur les dernières années dans les compétitions de la CAF. Le tirage au sort a lieu le 2 septembre 2023. Les équipes sont reparties en deux chapeaux de quatre équipes.
| Pot 1                                    | Pot 2                                       |
| ---------------------------------------- | ------------------------------------------- |
| Petro de Luanda TP Mazembe Enyimba Simba | Al Ahly Wydad AC Mamelodi Sundowns ES Tunis |

### Tableau final
|  | Quarts de finale      | Quarts de finale      | Quarts de finale                | Quarts de finale      |                   |                   | Demi-finales                    | Demi-finales                    | Demi-finales                    | Demi-finales                    |  |  | Finale                | Finale                | Finale                | Finale                |
|  |                       |                       |                                 |                       |                   |                   |                                 |                                 |                                 |                                 |  |  |                       |                       |                       |                       |
|  | 20 et 24 octobre 2023 | 20 et 24 octobre 2023 | 20 et 24 octobre 2023           | 20 et 24 octobre 2023 |                   |                   | 29 octobre et 1er novembre 2023 | 29 octobre et 1er novembre 2023 | 29 octobre et 1er novembre 2023 | 29 octobre et 1er novembre 2023 |  |  | 5 et 11 novembre 2023 | 5 et 11 novembre 2023 | 5 et 11 novembre 2023 | 5 et 11 novembre 2023 |
|  | 20 et 24 octobre 2023 | 20 et 24 octobre 2023 | 20 et 24 octobre 2023           | 20 et 24 octobre 2023 |                   |                   | 29 octobre et 1er novembre 2023 | 29 octobre et 1er novembre 2023 | 29 octobre et 1er novembre 2023 | 29 octobre et 1er novembre 2023 |  |  | 5 et 11 novembre 2023 | 5 et 11 novembre 2023 | 5 et 11 novembre 2023 | 5 et 11 novembre 2023 |
|  | Simba SC              | Simba SC              | 2                               | 1                     |                   |                   | 29 octobre et 1er novembre 2023 | 29 octobre et 1er novembre 2023 | 29 octobre et 1er novembre 2023 | 29 octobre et 1er novembre 2023 |  |  | 5 et 11 novembre 2023 | 5 et 11 novembre 2023 | 5 et 11 novembre 2023 | 5 et 11 novembre 2023 |
|  | Simba SC              | Simba SC              | 2                               | 1                     |                   |                   | 29 octobre et 1er novembre 2023 | 29 octobre et 1er novembre 2023 | 29 octobre et 1er novembre 2023 | 29 octobre et 1er novembre 2023 |  |  | 5 et 11 novembre 2023 | 5 et 11 novembre 2023 | 5 et 11 novembre 2023 | 5 et 11 novembre 2023 |
|  | Al Ahly               | Al Ahly               | 2                               | 1                     |                   |                   | 29 octobre et 1er novembre 2023 | 29 octobre et 1er novembre 2023 | 29 octobre et 1er novembre 2023 | 29 octobre et 1er novembre 2023 |  |  | 5 et 11 novembre 2023 | 5 et 11 novembre 2023 | 5 et 11 novembre 2023 | 5 et 11 novembre 2023 |
|  | Al Ahly               | Al Ahly               | 2                               | 1                     | Al Ahly           | Al Ahly           | 0                               | 0                               |                                 |                                 |  |  | 5 et 11 novembre 2023 | 5 et 11 novembre 2023 | 5 et 11 novembre 2023 | 5 et 11 novembre 2023 |
|  | 21 et 24 octobre 2023 |                       |                                 |                       | Al Ahly           | Al Ahly           | 0                               | 0                               |                                 |                                 |  |  | 5 et 11 novembre 2023 | 5 et 11 novembre 2023 | 5 et 11 novembre 2023 | 5 et 11 novembre 2023 |
|  |                       |                       | Mamelodi Sundowns               | Mamelodi Sundowns     | 1                 | 0                 |                                 |                                 |                                 |                                 |  |  | 5 et 11 novembre 2023 | 5 et 11 novembre 2023 | 5 et 11 novembre 2023 | 5 et 11 novembre 2023 |
|  | Petro de Luanda       | Petro de Luanda       | Mamelodi Sundowns               | Mamelodi Sundowns     | 1                 | 0                 | 0                               | 0                               |                                 |                                 |  |  | 5 et 11 novembre 2023 | 5 et 11 novembre 2023 | 5 et 11 novembre 2023 | 5 et 11 novembre 2023 |
|  | Petro de Luanda       | Petro de Luanda       | 29 octobre et 1er novembre 2023 |                       |                   |                   | 0                               | 0                               |                                 |                                 |  |  | 5 et 11 novembre 2023 | 5 et 11 novembre 2023 | 5 et 11 novembre 2023 | 5 et 11 novembre 2023 |
|  | Mamelodi Sundowns     | Mamelodi Sundowns     | 2                               | 0                     |                   |                   |                                 |                                 |                                 |                                 |  |  | 5 et 11 novembre 2023 | 5 et 11 novembre 2023 | 5 et 11 novembre 2023 | 5 et 11 novembre 2023 |
|  | Mamelodi Sundowns     | Mamelodi Sundowns     | 2                               | 0                     | Mamelodi Sundowns | Mamelodi Sundowns | 1                               | 2                               |                                 |                                 |  |  |                       |                       |                       |                       |
|  | 22 et 26 octobre 2023 |                       |                                 |                       | Mamelodi Sundowns | Mamelodi Sundowns | 1                               | 2                               |                                 |                                 |  |  |                       |                       |                       |                       |
|  |                       |                       | Wydad AC                        | Wydad AC              | 2                 | 0                 |                                 |                                 |                                 |                                 |  |  |                       |                       |                       |                       |
|  | Enyimba FC            | Enyimba FC            | Wydad AC                        | Wydad AC              | 2                 | 0                 | 0                               | 0                               |                                 |                                 |  |  |                       |                       |                       |                       |
|  | Enyimba FC            | Enyimba FC            |                                 |                       |                   |                   |                                 |                                 |                                 |                                 |  |  |                       |                       |                       |                       |
|  | Wydad AC              | Wydad AC              | 1                               | 3                     |                   |                   |                                 |                                 |                                 |                                 |  |  |                       |                       |                       |                       |
|  | Wydad AC              | Wydad AC              | 1                               | 3                     | Wydad AC          | Wydad AC          | 1                               | 0(5)                            |                                 |                                 |  |  |                       |                       |                       |                       |
|  | 22 et 26 octobre 2023 |                       |                                 |                       | Wydad AC          | Wydad AC          | 1                               | 0(5)                            |                                 |                                 |  |  |                       |                       |                       |                       |
|  |                       |                       | ES Tunis                        | ES Tunis              | 0                 | 1(4)              |                                 |                                 |                                 |                                 |  |  |                       |                       |                       |                       |
|  | TP Mazembe            | TP Mazembe            | ES Tunis                        | ES Tunis              | 0                 | 1(4)              | 1                               | 0                               |                                 |                                 |  |  |                       |                       |                       |                       |
|  | TP Mazembe            | TP Mazembe            |                                 |                       |                   |                   |                                 | 0                               |                                 |                                 |  |  |                       |                       |                       |                       |
|  | ES Tunis              | ES Tunis              | 0                               | 3                     |                   |                   |                                 |                                 |                                 |                                 |  |  |                       |                       |                       |                       |
|  | ES Tunis              | ES Tunis              | 0                               | 3                     |                   |                   |                                 |                                 |                                 |                                 |  |  |                       |                       |                       |                       |
|  |                       |                       |                                 |                       |                   |                   |                                 |                                 |                                 |                                 |  |  |                       |                       |                       |                       |

#### Quarts de finale
| 20 octobre 2023 | Simba SC                | 2 - 2   | Al Ahly                  | Benjamin Mkapa National Stadium, Dar es Salam |                                               |
| 18h00 UTC+3     | Denis 53e · Kanouté 59e | (0 - 1) | 45+1e Slim · 63e Kahraba | Spectateurs : 60 000 Arbitrage : Dahane Beida | Spectateurs : 60 000 Arbitrage : Dahane Beida |
| 18h00 UTC+3     | Rapport                 |         |                          | Spectateurs : 60 000 Arbitrage : Dahane Beida | Spectateurs : 60 000 Arbitrage : Dahane Beida |

| 24 octobre 2023 | Al Ahly     | 1 - 1   | Simba SC    | Stade international du Caire, Le Caire                     |                                                            |
| 17h00 UTC+3     | Kahraba 76e | (0 - 0) | 68e Kanouté | Spectateurs : 30 000 Arbitrage : Jean-Jacques Ndala Ngambo | Spectateurs : 30 000 Arbitrage : Jean-Jacques Ndala Ngambo |
| 17h00 UTC+3     | Rapport     |         |             | Spectateurs : 30 000 Arbitrage : Jean-Jacques Ndala Ngambo | Spectateurs : 30 000 Arbitrage : Jean-Jacques Ndala Ngambo |

3-3 en cumulé. Al Ahly se qualifie pour le prochain tour grâce aux buts à l'extérieur.
| 22 octobre 2023 | TP Mazembe | 1 - 0   | ES Tunis | Benjamin Mkapa National Stadium, Dar es Salam   |                                                 |
| 18h00 UTC+3     | Fofana 11e | (1 - 0) |          | Spectateurs : 40 000 Arbitrage : Mahmood Ismail | Spectateurs : 40 000 Arbitrage : Mahmood Ismail |
| 18h00 UTC+3     | Rapport    |         |          | Spectateurs : 40 000 Arbitrage : Mahmood Ismail | Spectateurs : 40 000 Arbitrage : Mahmood Ismail |

| 26 octobre 2023 | ES Tunis                                 | 3 - 0   | TP Mazembe | Stade olympique de Radès, Tunis               |                                               |
| 16h00 UTC+1     | Ouahabi 45e · Bouguerra 76e · Tougaï 86e | (1 - 0) |            | Spectateurs : 40 000 Arbitrage : Abongile Tom | Spectateurs : 40 000 Arbitrage : Abongile Tom |
| 16h00 UTC+1     | Rapport                                  |         |            | Spectateurs : 40 000 Arbitrage : Abongile Tom | Spectateurs : 40 000 Arbitrage : Abongile Tom |

L'Espérance de Tunis se qualifie pour le prochain tour en gagnant 3-1 en cumulé.
| 22 octobre 2023 | Enyimba FC         | 0 - 1   | Wydad AC | Godswill Akpabio International Stadium, Uyo           |                                                       |
| 19h00 UTC+1     | Jabrane 39e (pen.) | (0 - 1) |          | Spectateurs : 5 000 Arbitrage : Alhadi Allaou Mahamat | Spectateurs : 5 000 Arbitrage : Alhadi Allaou Mahamat |
| 19h00 UTC+1     | Rapport            |         |          | Spectateurs : 5 000 Arbitrage : Alhadi Allaou Mahamat | Spectateurs : 5 000 Arbitrage : Alhadi Allaou Mahamat |

| 26 octobre 2023 | Wydad AC                                      | 3 - 0   | Enyimba FC | Stade Mohammed-V, Casablanca                  |                                               |
| 19h00 UTC+1     | El Amloud 4e · Harkass 38e · Attiat-Allah 43e | (3 - 0) |            | Spectateurs : 45 000 Arbitrage : Pierre Atcho | Spectateurs : 45 000 Arbitrage : Pierre Atcho |
| 19h00 UTC+1     | Rapport                                       |         |            | Spectateurs : 45 000 Arbitrage : Pierre Atcho | Spectateurs : 45 000 Arbitrage : Pierre Atcho |

Le Wydad AC se qualifie pour le prochain tour en gagnant 4-0 en cumulé.
| 21 octobre 2023 | Petro de Luanda | 0 - 2   | Mamelodi Sundowns        | Stade national du 11-Novembre, Luanda          |                                                |
| 16h30 UTC+1     |                 | (0 - 0) | 67e Allende · 80e Maseko | Spectateurs : 42 000 Arbitrage : Ibrahim Mutaz | Spectateurs : 42 000 Arbitrage : Ibrahim Mutaz |
| 16h30 UTC+1     | Rapport         |         |                          | Spectateurs : 42 000 Arbitrage : Ibrahim Mutaz | Spectateurs : 42 000 Arbitrage : Ibrahim Mutaz |

| 24 octobre 2023 | Mamelodi Sundowns | 0 - 0   | Petro de Luanda | Loftus Versfeld Stadium, Pretoria                 |                                                   |
| 19h00 UTC+2     |                   | (0 - 0) |                 | Spectateurs : 25 000 Arbitrage : Mustapha Ghorbal | Spectateurs : 25 000 Arbitrage : Mustapha Ghorbal |
| 19h00 UTC+2     | Rapport           |         |                 | Spectateurs : 25 000 Arbitrage : Mustapha Ghorbal | Spectateurs : 25 000 Arbitrage : Mustapha Ghorbal |

Mamelodi Sundowns se qualifie pour le prochain tour en gagnant 2-0 en cumulé.

#### Demi-finales
| 29 octobre 2023 | Mamelodi Sundowns | 1 - 0   | Al Ahly | Loftus Versfeld Stadium, Pretoria                           |                                                             |
| 15h00 UTC+2     | Maseko 52e        | (0 - 0) |         | Spectateurs : 30 000 Arbitrage : Djindo Louis Houngnandande | Spectateurs : 30 000 Arbitrage : Djindo Louis Houngnandande |
| 15h00 UTC+2     | Rapport           |         |         | Spectateurs : 30 000 Arbitrage : Djindo Louis Houngnandande | Spectateurs : 30 000 Arbitrage : Djindo Louis Houngnandande |

| 1er novembre 2023 | Al Ahly | 0 – 0   | Mamelodi Sundowns | Stade international du Caire, Le Caire   |                                          |
| 20h00 UTC+2       |         | (0 – 0) |                   | Spectateurs : 50 000 Arbitrage : Issa Sy | Spectateurs : 50 000 Arbitrage : Issa Sy |
| 20h00 UTC+2       | Rapport |         |                   | Spectateurs : 50 000 Arbitrage : Issa Sy | Spectateurs : 50 000 Arbitrage : Issa Sy |

Mamelodi Sundowns se qualifie pour la finale en gagnant 1-0 en cumulé.
| 29 octobre 2023 | Wydad AC        | 1 - 0   | ES Tunis | Stade Mohammed-V, Casablanca               |                                            |
| 19h00 UTC+1     | Boussefiane 58e | (0 - 0) |          | Spectateurs : 45 000 Arbitrage : Amin Omar | Spectateurs : 45 000 Arbitrage : Amin Omar |
| 19h00 UTC+1     | Rapport         |         |          | Spectateurs : 45 000 Arbitrage : Amin Omar | Spectateurs : 45 000 Arbitrage : Amin Omar |

| 1er novembre 2023 | ES Tunis          | 1 - 0   | Wydad AC |                          |                          |
| 16h00 UTC+1       | Rodrigues 66e     | (0 - 0) |          | Arbitrage : Peter Waweru | Arbitrage : Peter Waweru |
| 16h00 UTC+1       | [Rapport]         |         |          | Arbitrage : Peter Waweru | Arbitrage : Peter Waweru |
| 16h00 UTC+1       | Tirs au but 4 - 5 |         |          | Arbitrage : Peter Waweru | Arbitrage : Peter Waweru |

Le Wydad AC se qualifie pour la finale en gagnant aux tirs au but après un score cumulé de 1-1.

#### Finale
| 5 novembre 2023 | Wydad AC                        | 2 - 1   | Mamelodi Sundowns   | Stade Mohammed-V, Casablanca                    |                                                 |
| 19:00 UTC+1     | Coetzee 41e (csc) · Serrhat 78e | (1 - 0) | 74e (pen.) Boutouil | Spectateurs : 45 000 Arbitrage : Mahmood Ismail | Spectateurs : 45 000 Arbitrage : Mahmood Ismail |
| 19:00 UTC+1     | Rapport                         |         |                     | Spectateurs : 45 000 Arbitrage : Mahmood Ismail | Spectateurs : 45 000 Arbitrage : Mahmood Ismail |

| 12 novembre 2023 | Mamelodi Sundowns                 | 2 - 0   | Wydad AC | Loftus Versfeld Stadium, Pretoria                          |                                                            |
| 15:00 UTC+2      | Shalulile (en) 45+3e · Modiba 53e | (1 - 0) |          | Spectateurs : 50 000 Arbitrage : Jean-Jacques Ndala Ngambo | Spectateurs : 50 000 Arbitrage : Jean-Jacques Ndala Ngambo |
| 15:00 UTC+2      | Rapport                           |         |          | Spectateurs : 50 000 Arbitrage : Jean-Jacques Ndala Ngambo | Spectateurs : 50 000 Arbitrage : Jean-Jacques Ndala Ngambo |

Les Mamelodi Sundowns remportent cette première édition de la Ligue africaine.